# Religije u Europi
Religija u Europi ima bogatu i raznoliku povijest i ta raznolikost je imala veliki utjecaj na europsku umjetnost, kulturu, filozofiju i zakone.

## Vjerska struktura stanovništva Europe
Najzastupljenija religija na području Europe je kršćanstvo, dok ostale religije poput islama, hinduizma, budizma i judaizma također postoje, ali u puno manjem obujmu. Pored tih vjera, sve više Europljana smatra se agnosticima ili ateistima.

## Religija kroz povijest Europe
Malo je poznato o predpovijesnoj religiji neolitičke Europe. Brončano i Željezno doba religije u Europi kao i drugdje bilo je pretežito politeističko (stara grčka, rimska, keltska, germanska itd...). Rimsko Carstvo je službeno usvojilo kršćanstvo 380. godine poslije Krista. Tijekom ranog srednjega vijeka većina Europe je pokrštena, a proces je završen s pokrštavanjem Skandinavije. Kršćanstvo u 8. st. je malo potisnuto od islamskih osvajanja što je dovelo do  križarskih ratova, s isto tako neuspiješnim vojnim pohodima (Jeruzalem- Kristov grob), a to će sve rezultirati jednim sveukupnim religijskim identitetom Europe. Crkveni raskol 1054. godine, a zatim i reformacija u 16. st., razdvojili su ujedinjeno kršćanstvo, što dovodi do ratova unutar grupacija crkve. Također u doba prosvijetiteljstva u 18. st., gdje se agnosticizam i ateizam šire europskim zemljama, te zatim u 19. stoljeću.
Orijentalizam doprinosi određenoj popularnosti budizma, a u 20. st. popularizira se sinkretizam i Novo Doba (engleski: New Age) te niz drugih religijskih pokreta, što stvaraju današnju sliku vjerske strukture Europe.

## Religioznost u Europi (danas)
| Zemlja                 | Vjeruje u Boga | Vjeruje u duhovno biće ili životnu silu | Ne vjeruje ni u Boga, ni u duhovno biće, ni u životnu silu |
| ---------------------- | -------------- | --------------------------------------- | ---------------------------------------------------------- |
| Turska                 | 95%            | 2%                                      | 1%                                                         |
| Malta                  | 95%            | 3%                                      | 1%                                                         |
| Cipar                  | 90%            | 7%                                      | 2%                                                         |
| Rumunjska              | 90%            | 8%                                      | 1%                                                         |
| Grčka                  | 81%            | 16%                                     | 3%                                                         |
| Portugal               | 81%            | 12%                                     | 6%                                                         |
| Poljska                | 80%            | 15%                                     | 1%                                                         |
| Italija                | 74%            | 16%                                     | 6%                                                         |
| Irska                  | 73%            | 22%                                     | 4%                                                         |
| Hrvatska               | 67%            | 25%                                     | 7%                                                         |
| Slovačka               | 61%            | 26%                                     | 11%                                                        |
| Španjolska             | 59%            | 21%                                     | 18%                                                        |
| Austrija               | 54%            | 34%                                     | 8%                                                         |
| Litva                  | 49%            | 36%                                     | 12%                                                        |
| Švicarska              | 48%            | 39%                                     | 9%                                                         |
| Njemačka               | 47%            | 25%                                     | 25%                                                        |
| Luksemburg             | 44%            | 28%                                     | 22%                                                        |
| Mađarska               | 44%            | 31%                                     | 19%                                                        |
| Belgija                | 43%            | 29%                                     | 27%                                                        |
| Finska                 | 41%            | 41%                                     | 16%                                                        |
| Bugarska               | 40%            | 40%                                     | 13%                                                        |
| Island                 | 38%            | 48%                                     | 11%                                                        |
| Ujedinjeno Kraljevstvo | 38%            | 40%                                     | 20%                                                        |
| Latvija                | 37%            | 49%                                     | 10%                                                        |
| Slovenija              | 37%            | 46%                                     | 16%                                                        |
| Francuska              | 34%            | 27%                                     | 33%                                                        |
| Nizozemska             | 34%            | 37%                                     | 27%                                                        |
| Norveška               | 32%            | 47%                                     | 17%                                                        |
| Danska                 | 31%            | 49%                                     | 19%                                                        |
| Švedska                | 23%            | 53%                                     | 23%                                                        |
| Češka                  | 19%            | 50%                                     | 30%                                                        |
| Estonija               | 16%            | 54%                                     | 26%                                                        |